# Obština Goce Delčev
Obština Goce Delčev (bulharsky Община Гоце Делчев) je bulharská jednotka územní samosprávy v Blagoevgradské oblasti. Leží v jihozápadním Bulharsku na východních svazích Pirinu a zčásti v údolí Mesty. Správním střediskem je město Goce Delčev, kromě něj obština zahrnuje 10 vesnic. Žije zde okolo 30 tisíc stálých obyvatel.

## Sídla
| - Baničan - Borovo - Breznica - Bukovo | - Delčevo - Dobrotino - Goce Delčev (sídlo správy) - Gospodinci | - Kornica - Lăžnica - Mosomište |

## Sousední obštiny
| Růžice kompasu |              | Bansko              |        | Růžice kompasu |
| Růžice kompasu | Sandanski    | Sever               | Gărmen | Růžice kompasu |
| Růžice kompasu | Sandanski    | Obština Goce Delčev | Gărmen | Růžice kompasu |
| Růžice kompasu | Sandanski    | Jih                 | Gărmen | Růžice kompasu |
| Růžice kompasu | Chadžidimovo |                     |        | Růžice kompasu |

## Obyvatelstvo
V obštině žije 30 374 stálých obyvatel a včetně přechodně hlášených obyvatel 35 970. Podle sčítáni 1. února 2011 bylo národnostní složení následující:
- Bulhaři: 20 424 (73.3 %)
- Turci: 6 820 (24.5 %)
- Romové: 318 (1.1 %)
- ostatní: 289 (1.0 %)